# چای لی (هنرپیشه)
چای لی (انگلیسی: Chai Lee) یک هنرپیشه اهل بریتانیا است.
از فیلم‌های او می‌توان به امانوئل زرد، فضا: ۱۹۹۹، بنی هیل شو, 'آقای هرکول و فقط به خاطر چشمان تو اشاره کرد.